# جامع خليل أباد
جامع خليل أباد (بالفارسية: مسجد جامع خلیل‌آباد) هو مسجد تاريخي يعود إلى عصر الدولة البهلوية، ويقع في خليل أباد.